# Freedom Cup
De Freedom Cup is een jaarlijks rugby-evenement tussen Zuid-Afrika (Zuid-Afrika springbokken) en Nieuw-Zeeland (Nieuw-Zeeland All Blacks). Sinds 2004 zijn de wedstrijden om de cup onderdeel van het The Rugby Championship, vroeger de Tri Nations Series. Tot aan de editie van 2022 won Nieuw-Zeeland de cup 15 maal tegen 2 overwinningen voor Zuid-Afrika.
De beker werd in 2004 voor het eerst gehouden vanwege het het 10-jarig jubileum van de Zuid-Afrikaanse democratie.

## Resultaten
In onderstaande tabel staan de resultaten van de cup. Indien er in één elk team evenveel wedstrijden in één jaar won, dan blijft de cup bij de regerende winnaar. 
| Jaar | Winnaar                  | Winst | Verlies | Gelijk |
| ---- | ------------------------ | ----- | ------- | ------ |
| 2004 | Zuid-Afrika              | 1     | 0       | 0      |
| 2006 | Nieuw-Zeeland            | 2     | 1       | 0      |
| 2007 | Nieuw-Zeeland            | 2     | 0       | 0      |
| 2008 | Nieuw-Zeeland            | 2     | 1       | 0      |
| 2009 | Zuid-Afrika              | 3     | 0       | 0      |
| 2010 | Nieuw-Zeeland            | 3     | 0       | 0      |
| 2011 | Nieuw-Zeeland (behouden) | 1     | 1       | 0      |
| 2012 | Nieuw-Zeeland            | 2     | 0       | 0      |
| 2013 | Nieuw-Zeeland            | 2     | 0       | 0      |
| 2014 | Nieuw-Zeeland (behouden) | 1     | 1       | 0      |
| 2015 | Nieuw-Zeeland            | 1     | 0       | 0      |
| 2016 | Nieuw-Zeeland            | 2     | 0       | 0      |
| 2017 | Nieuw-Zeeland            | 2     | 0       | 0      |
| 2018 | Nieuw-Zeeland (behouden) | 1     | 1       | 0      |
| 2019 | Nieuw-Zeeland (behouden) | 0     | 0       | 1      |
| 2021 | Nieuw-Zeeland (behouden) | 1     | 1       | 0      |
| 2022 | Nieuw-Zeeland (behouden) | 1     | 1       | 0      |
| 2023 | Nieuw-Zeeland            | 1     | 0       | 0      |
| 2024 | Zuid-Afrika              | 2     | 0       | 0      |